# بوریسلاو گیدیکوف
بوریسلاو گیدیکوف (بلغاری: Борислав Кръстев Гидиков؛ زادهٔ ۳ نوامبر ۱۹۶۵) وزنه‌بردار اهل بلغارستان بود.
وی در مسابقات کشوری و بین‌المللی در مجموع برندهٔ ۱۰ مدال طلا، ۴ مدال نقره، ۳ مدال برنز شده‌است.